# Pierre Malardier
Pierre Malardier, né le 4 février 1818 à l'Huis Duboux, commune de Brassy et décédé le 29 janvier 1894 à Lormes, est un instituteur, homme politique et écrivain français. Il est député de la Nièvre de 1849 à 1850 à l'Assemblée nationale législative.

## Biographie
Pierre Malardier est issu d'une famille de paysans. Nommé instituteur à Dun-les-Places, il se présentait comme « représentant du peuple », invitant ses collègues de l'enseignement primaire à guider le peuple à la place des ecclésiastiques.
Avant et également après la Révolution de février 1848, il manifeste des opinions démocratiques qui le font élire le 13 mai 1849 par les républicains de la Nièvre, le 6e sur 7, par 36 132 voix (65 811 votants, 88 144 inscrits).
Il siége à la Montagne. La publication d'une brochure socialiste le font poursuivre sur dénonciation par le préfet de la Nièvre, M. Petit de la Fosse, avec l'autorisation  de l'Assemblée. Il est condamné à un an de prison et révoqué de son mandat de député. Par ses ouvrages, il dénonce le mauvais traitement des paysans, soumis par les grands propriétaires terriens de l'ancienne noblesse locale. Il y évoque également les saisies et les ventes forcées. L'Ancien régime étant de retour dans les années 1848-1851, Pierre Malardier écrit :

« Voyez un peu ce qui se passe dans une commune où il y a un riche propriétaire ; il possède un château, un parc, de vastes forêts. Il vous tourmente, vous persécute par ses domestiques, ses gardes, ses valets, ses régisseurs : procès, corvées etc. Vous avez un petit champ et Monseigneur veut arrondir son domaine ; il faut que vous lui vendiez votre champ et vous lui vendrez bon gré, mal gré. La chose est facile, la méthode connue. Votre aimable voisin vous suscite un bon procès, pour un fossé ou une borne qui n'a jamais existé. Et vous de vous emporter, de jurer, vous en appelez à la justice, à la bonne foi, le juge vous fera raison, dites-vous ; vous n'y pensez pas, bonnes gens. Ainsi, disais je, allez au juge condamné avant d'avoir ouvert la bouche. Portez votre affaire au Tribunal de première instance, Monsieur connaît encore les juges, avoués, avocats, huissiers, etc. enfonce le manant. À la cour d'Appel, en cassation, partout, toujours la même chose : Pot de fer contre pot de terre. S'il y a une pièce de terre à vendre, ce n'est pas pour vous. Si elle vaut 200 francs, Monsieur en offre 400 francs, adjugé pour lui. Enfonce le manant. Si le gros capitaliste n'a pas la manie de s'étendre sur la terre, il prête son argent, à Jacques, à Paul, à Antoine, à tous, en sorte qu'il couvre une commune de chaînes invisibles, de chaînes dorées qui n'en sont pas moins lourdes. Il vous enlace de mille façons, vous ne pouvez plus remuer, ni pieds, ni pattes. »

— Pierre Malardier, Le Guide du Peuple dans les élections, Paris, Bureau de propagande démocratique et sociale, 1849, p. 21 et suivantes.
Face aux agissements des grands propriétaires, les paysans retrouvent les comportements de 1789, les troubles (incendies) éclatent un peu partout dans le Morvan en 1848.
Il prend part à diverses manifestations de la minorité républicaine et participe aux côtés d'Alphonse Baudin, autre Montagnard, à la manifestation du 3 décembre 1851 sur la barricade dressée par les ouvriers de la rue Sainte-Marguerite à la suite du coup d’État du 2 décembre 1851, sur laquelle Baudin est tué.
Expulsé de France, il séjourne en Belgique, puis en Angleterre et en Suisse, où il restera jusqu'à l'amnistie de 1859 qui lui permettra de rentrer en France.
Le 24 mai 1869, il est candidat démocratique aux élections législatives dans la 2e circonscription de la Nièvre. Il réunit 6 439 voix contre 19 822 à Philippe La Beaume de Bourgoing, l'élu officiel, sur 26 399 votants et 33 031 inscrits.
Le 8 février 1871, Malardier est l'un des candidats du parti républicain de la Nièvre et obtint 18 898 voix pour 54 512 votants sur la liste où il était inscrit avec Ferdinand Gambon, Adolphe Robert, Massé, Turigny, Gravier et Coquart. Le 19 avril 1871, il est impliqué dans une affaire de conspiration en faveur de la Commune de Paris par le préfet de la Nièvre, M. Tenaille-Saligny, par le maire de Cosne, M. Limet faisant fonction de sous-préfet, et par le général du Temple. Il est arrêté à Cosne avec treize autres républicains et traduit devant la cour d'assises du Loiret où il est condamné à quinze ans de détention. Il purgea cette peine à Port-Louis, Clairvaux, Thouars, et est libéré par l'amnistie de 1879. Il se retira dès lors du militantisme politique.

## Mandats
- 1849 : député de la Nièvre, révoqué en 1850.

## Publications
- Siège de Paris par les maîtres d'école, Paris, Typographie Beauté et Maignand, 1830
- L'évangile, ou la République, ou Mission sociale des instituteurs, Paris, Imprimerie de Schneider, 1848
- Le Guide du Peuple dans les élections, Paris, Bureau de la propagande démocratique et sociale, 1849
- Discours du citoyen Malardier Pierre (représentant du peuple) au banquet des instituteurs et institutrices socialistes de Paris, le 3 décembre 1849
- Napoléon III ou le coup d'état européen, Londres, Librairie universelle, 1861
- Un césar déclassé à la recherche d'un empire, Londres, Librairie universelle, 1861
- Ni pape ni empereur, Londres, Librairie universelle, 1861
- Le corps législatif et l'empire devant l'opinion publique, Londres, Librairie universelle, 1861
- La coopération et la politique, Paris, éd. Armand Le Chevalier, 1867
- Un rapport modèle. Lettre à MM.les députés au sujet de l'élection de M. de Bourgoing dans la 2e circonscription de la Nièvre, 1869
- Lettre d'un paysan à propos de l'élection de Cosne, 1868-1869
- République et socialisme (pratique), Librairie Le Chevalier et Librairie des sciences sociales, 1870
- Ce que coûte un empereur. Liste civile de Napoléon III, Librairie Le Chevalier et Librairie des Sciences Sociales, 1870

## Hommages
- La ville de Lormes a donné le nom de Pierre Malardier à sa nouvelle école maternelle.
- La commune d'Urzy a donné le nom de Pierre Malardier à son école primaire publique.
- La ville de Nevers a donné le nom de Pierre Malardier à l'une des rues.
- Une association Pierre Malardier s'est créée à Lormes en août 2018.
- Hommage : la compagnie du Globe, Compagnie de mémoire et du patrimoine de la Nièvre et du Morvan, propose un spectacle "Mystère Malardier" lecture théâtrale, à partir de janvier 2023 dans toute la Nièvre